# Fournes-Cabardès
Fournes-Cabardès är en kommun i departementet Aude i regionen Occitanien  i södra Frankrike. Kommunen ligger  i kantonen Mas-Cabardès som ligger i arrondissementet Carcassonne. År 2022 hade Fournes-Cabardès 52 invånare.

## Befolkningsutveckling
Antalet invånare i kommunen Fournes-Cabardès
Referens: INSEE